# Киконай
Киконай (яп. 木古内町 Киконай-тё:) — посёлок в Японии, находящийся в уезде Камиисо округа Осима губернаторства Хоккайдо. Площадь посёлка составляет 221,89 км², население — 4728 человек (30 июня 2014), плотность населения — 21,31 чел./км².

## Географическое положение
Посёлок расположен на острове Хоккайдо в губернаторстве Хоккайдо. С ним граничат город Хокуто и посёлки Сириути, Ассабу, Каминокуни.

## Население
Население посёлка составляет 4728 человек (30 июня 2014), а плотность — 21,31 чел./км². Изменение численности населения с 1980 по 2005 годы:
| 1980 | 9514 чел. |  |
| 1985 | 8916 чел. |  |
| 1990 | 7826 чел. |  |
| 1995 | 7171 чел. |  |
| 2000 | 6665 чел. |  |
| 2005 | 6024 чел. |  |

## Символика
Деревом посёлка считается криптомерия, цветком — рододендрон.